# Kélibia
Kélibia (in arabo قليبية‎?, Qalibya) è una città costiera della Tunisia, sita circa 25 Km a sud di Capo Bon, appartenente al governatorato di Nabeul. La città conta 43 000 abitanti ed è un importante porto peschereccio.
Il suo nome deriva dal porto fenicio di Clupea, occupato da Agatocle nel 310 a.C. e distrutto da Scipione nel 146 a.C. Monumento principale della città è la fortezza bizantina del VI secolo che sovrasta il porto. Nei pressi si trovano anche i resti di una villa romana che conserva pregevoli mosaici raffiguranti scene di caccia. Il comune di Kélibia è stato istituito nel 1957. Il centro moderno si estende nell'entroterra, al centro di una zona agricola con coltivazioni di legumi, vitigni e tabacco.
Da Kélibia è spesso visibile a occhio nudo Pantelleria: i circa 70 km (40 miglia nautiche) che separano in linea d'aria il vicino lido di Hammam El Ghezaz dall'isola circumsiciliana costituiscono il tratto di mare più breve – quindi anche la minor distanza geografica in assoluto – fra il continente africano e il territorio dello stato italiano.